# Crispina Peres
Crispina Peres, även kallad Na Crispina, född cirka 1615, död efter 1670, var en afrikansk affärsidkare. 
Hon var gift med Portugals förre guvernör i Cacheu i portugisiska Guinea, som sedan blev värdshusvärd. Själv var hon en av de afrikanska-euroafrikanska affärskvinnor som agerade mellanhänder mellan portugiser och inhemska afrikaner både som handelskontakter och informella diplomater, och som hade stor regionalt inflytande genom detta. I hennes fall hade hon breda kontakter med sitt ursprungsfolk, Pepel, och även med Banun, och vida affärskontakter med en lång rad regionala aktörer. 
Hon arresterades år 1664 och fördes först till Kap Verde och därefter till Lissabon, där hon år 1665 ställdes inför inkvisitionen åtalad för häxeri  och kätteri sedan hon hade anlitat djambakos, inhemska medicinmän, som utfört riter som av katolska kyrkan sågs som hedendom för att bota och skydda hennes familj och deras hälsa och affärer.   En stor mängd vittnesmål upptogs och hon ska ha varit känd i både Guinea och Kap Verde för att ha använt häxkrafter för att gynna sina affärer.  Hennes make protesterade och påpekade att hon var född hedning av inhemska föräldrar och hade tillbringat hela sitt liv i Afrika där mycket få personer i den portugisiska besittningen var rent katolska. Hon förklarade att hon inte hade insett att vissa inhemska ritualer räknades som religiösa och hedniska av kyrkan. 
I slutändan dömdes hon år 1667 för att ha anlitat häxor snarare än varit häxa själv, och för att vara en dåligt konverterad hedning snarare än en avfällig kättare; hon dömdes till att gå som botfärdig syndare i en autodafé, få religiös undervisning och sin egendom konfiskerad. Hon återvände till Afrika 1668. Två år senare rapporterades hon vara änka och klanderfri katolik. Hennes fall var ett anmärkningsvärt fall där inkvisitionen lät föra en inhemsk innevånare från en besittning till Portugal för att svara för ett kättarbrott.